# Gesetz über die Religionsgesellschaften
Das japanische Gesetz über die Religionsgesellschaften (japanisch 宗教法人法 shūkyō hōjinhō) reguliert die religiösen Körperschaften in Japan. Es ersetzte am 3. April 1951 das Gesetz über die Religionsgemeinschaften (japanisch 宗教団体法 shūkyō dantaihō) von 1939. Die letzte Novellierung erfolgte im Dezember 1997.

## Inhalt
Religiöse Organisationen im Sinne des Gesetzes sind Organisationen, deren Hauptzweck darin besteht, religiöse Lehren zu verbreiten, rituelle Veranstaltungen durchzuführen und Gläubige zu erbauen und zu entwickeln. 
Das Gesetz regelt die Gründung, Geschäftsführung, behördliche Registrierung am Ort des Hauptsitzes sowie Fusion und Auflösung einschließlich ihrer Liquidation. Es verleiht religiösen Organisationen den Status von religiösen Körperschaften, die staatlicher Aufsicht durch die Präfekturgouverneure, ausnahmsweise durch das Ministerium für Bildung, Kultur, Sport, Wissenschaft und Technologie unterliegen. Im Ministerium wird ein Rat für religiöse Körperschaften eingerichtet, der jedoch nicht in religiöse Angelegenheiten wie Glauben, Disziplin und Bräuche religiöser Organisationen eingreifen darf. Seine Mitglieder werden vom Ministerium aus dem Kreis religiöser Persönlichkeiten und Personen mit akademischer Erfahrung in der Religion ernannt.
Eine religiöse Körperschaft muss drei oder mehr verantwortliche Amtsträger haben, von denen einer der repräsentative Amtsträger sein soll. Dieser vertritt die Religionsgemeinschaft nach außen und leitet ihre Angelegenheiten. Sie muss zum Zeitpunkt ihrer Gründung (einschließlich der Gründung durch Fusion) ein Vermögensverzeichnis sowie innerhalb von drei Monaten nach Ende jedes Geschäftsjahres ein Vermögensverzeichnis sowie eine Einnahmen-Ausgaben-Rechnung erstellen.
Unter bestimmten Voraussetzungen kann der Geschäftsbetrieb einer religiösen Körperschaft untersagt und ihre Auflösung angeordnet werden. 
Das Gesetz sieht vor, dass religiöse Organisationen Kultstätten und andere Immobilien besitzen, unterhalten und betreiben sowie andere Unternehmen und Unternehmen betreiben dürfen, die auf die Erreichung ihrer Ziele abzielen. Die in der Verfassung garantierte Religionsfreiheit muss respektiert werden. Daher darf nichts in dem Gesetz so ausgelegt werden, dass es eine Einzelperson, eine Gruppe oder eine Organisation daran hindert, ihre Lehre zu verbreiten, Rituale abzuhalten oder sich auf der Grundlage ihrer garantierten Freiheit an anderen religiösen Handlungen zu beteiligen.
Die Trennung von Religion und Staat in Japan stellte sich in der Praxis als problematisch heraus. Das Gesetz enthält nur vage Bestimmungen über den Gehalt von Religion oder deren Aktivitäten. Im Rechtsstreit um das Jichinsai von Tsu fällte der Oberste Gerichtshof eine Leitentscheidung zum Verhältnis von Staat und Religion.

## Geschichtliche Entwicklung
Schon bevor Ōmu Shinrikyō eindeutig als Urheber des Sarin-Angriffs identifiziert wurde, setzte sich Yosano Kaoru, Mitglied der Liberalen Demokraten und Minister für Wissenschaft, Bildung und Kultur, öffentlich für die Reform des Gesetzes über die Religionsgesellschaften von 1951 ein.
Nach den Angriffen hatte Yosanos Ministerium bereits wenige Wochen später eine "Untersuchungskommission für religiöse Körperschaften" (宗教法人審議会; im Folgenden: coi) eingerichtet, um die Frage der Reform zu erörtern. Der Minister betonte dabei, dass die japanische Öffentlichkeit schnelle Ergebnisse erwartete.
Eine von der Yomiuri Shinbun durchgeführte Umfrage (27. Juni 1995) ergab, dass 85 Prozent der Befragten die Idee der Reform des Gesetzes über die Religionsgesellschaften befürworteten.
In seiner endgültigen Fassung umfasste das Gesetz über die Religionsgesellschaften folgende Hauptpunkte:

„Religiöse Organisationen, die religiöse Gebäude (keidai kensetsu 境内建設) in mehr als einer Präfektur haben, unterliegen der Zuständigkeit des Bildungsministeriums.
Innerhalb von vier Monaten nach Ende des Geschäftsjahres sind religiöse Organisationen verpflichtet, eine Liste der leitenden Mitarbeiter (yakuin meibo 役員名簿), ein Verzeichnis des Vermögens (zaisan mokuroku 財産目録), einen Finanzbericht (shūshi keisan sho 収支計算書) sowie Informationen zu Einstellungen und Vermietungen (chinshaku taishōhyō 賃借対照表) einzureichen.
Religiöse Organisationen sind verpflichtet, ihren Mitgliedern und anderen Personen mit berechtigtem Interesse Zugang zu diesen Informationen zu gewähren.
Bei bestimmten Verdachtsmomenten können die Behörden von religiösen Organisationen Informationen verlangen und auch Mitglieder befragen. Wenn es erforderlich ist, die Räumlichkeiten der religiösen Organisationen zu betreten, benötigen die Behörden die Zustimmung eines Vertreters der Organisation.“

Nach Mark Mullins war der Wunsch, die politische Macht der Sōka Gakkai und anderer neuer Religionen in Japan zu verringern, ein wesentliches Motiv hinter der Unterstützung vieler LDP-Politiker für die Änderung des Gesetzes über Religionsgesellschaften.
Im Dezember 2007 registrierte das japanische Kulturamt (bunkachō 文化庁) 182.709 religiöse Körperschaften (shūkyō hōjin 宗教法人) größtenteils mit shintōistischer bzw. buddhistischer Ausrichtung.